# Bronisław Bukowiński
Bronisław Bukowiński (ur. 25 sierpnia 1857 we wsi Ryków, zm. 12 października 1928 w Kaliszu) – komendant Straży pożarnej w Kaliszu oraz prezydent miasta Kalisz.

## Życiorys
Urodził się 25 sierpnia 1857 we wsi Ryków. Przybył do Kalisza w 1890 i w 1904 objął stanowisko komendanta Ochotniczej Straży Pożarnej. Był działaczem Narodowej Demokracji oraz członkiem Rady Kaliskiego Towarzystwa Wzajemnego Kredytu. W 1908 opracował plan rozbudowy Kalisza w związku z rozwojem przemysłu i wzrostem ludności, gdyż włączono w granice miasta dotychczasowe przedmieścia i okoliczne wsie: Dobrzec, Czaszki, Ogrody, Tyniec i Wydory.
W 1912 został wybrany na prezydenta Kalisza. Był świadkiem zburzenia Kalisza w sierpniu 1914 r. przez wojska niemieckie. Znalazł się wśród zakładników uwięzionych przez Niemców i wywiezionych do Poznania.
Ponownie został prezydentem miasta w latach 1918-19, był pierwszym prezydentem Kalisza w Niepodległej Polsce. Zmarł 12 października 1928 w Kaliszu i tam jest pochowany na cmentarzu.